# Élections législatives de 1973 en Tarn-et-Garonne
Les élections législatives françaises de 1973 se déroulent les 4 et 11 mars 1973. Dans le département de Tarn-et-Garonne, deux députés sont à élire dans le cadre de deux circonscriptions.

## Élus
| Circonscription | Député sortant | Parti | Parti | Député élu ou réélu | Parti | Parti |
| --------------- | -------------- | ----- | ----- | ------------------- | ----- | ----- |
| 1re             | Jean Bonhomme  |       | UDR   | Jean Bonhomme       |       | UDR   |
| 2e              | Antonin Ver    |       | MRG   | Antonin Ver         |       | MRG   |

## Résultats

### Résultats à l'échelle du département
| Parti                 | Parti                                   | Premier tour | Premier tour | Second tour | Second tour | Sièges |
| Parti                 | Parti                                   | Voix         | %            | Voix        | %           | Sièges |
| --------------------- | --------------------------------------- | ------------ | ------------ | ----------- | ----------- | ------ |
|                       | Parti socialiste                        | 16 852       | 17,80        | 24 096      | 24,88       | 0      |
|                       | Parti communiste français               | 13 246       | 13,99        | Retrait     | Retrait     | 0      |
|                       | Mouvement des radicaux de gauche        | 11 882       | 12,55        | 26 619      | 27,49       | 1      |
|                       | Parti socialiste unifié                 | 2 189        | 2,31         |             |             | 0      |
|                       | Union de la gauche                      | 44 169       | 46,66        | 50 715      | 52,37       | 1      |
|                       |                                         |              |              |             |             |        |
|                       | Union des démocrates pour la République | 18 218       | 19,25        | 24 132      | 24,92       | 1      |
|                       | Centre démocratie et progrès            | 12 750       | 13,47        | 21 992      | 22,71       | 0      |
|                       | Divers droite                           | 2 490        | 2,63         |             |             | 0      |
|                       | Union des républicains de progrès       | 33 458       | 35,34        | 46 124      | 47,63       | 1      |
|                       |                                         |              |              |             |             |        |
|                       | Socialistes indépendants                | 8 427        | 8,90         |             |             | 0      |
|                       | Mouvement réformateur                   | 7 849        | 8,29         | 0           |             |        |
|                       | Lutte ouvrière                          | 759          | 0,80         | 0           |             |        |
|                       |                                         |              |              |             |             |        |
| Inscrits              | Inscrits                                | 117 283      | 100,00       | 117 224     | 100,00      | 2      |
| Abstentions           | Abstentions                             | 19 843       | 16,92        | 17 304      | 14,76       |        |
| Votants               | Votants                                 | 97 440       | 83,08        | 99 920      | 85,24       |        |
| Blancs et nuls        | Blancs et nuls                          | 2 778        | 2,85         | 3 081       | 3,08        |        |
| Exprimés              | Exprimés                                | 94 662       | 97,15        | 96 839      | 96,92       |        |
| Source : Data.gouv.fr |                                         |              |              |             |             |        |

### Résultats par circonscription

#### Première circonscription (Montauban)
| Candidat       | Candidat                    | Parti          | Premier tour | Premier tour | Second tour | Second tour |  |
| Candidat       | Candidat                    | Parti          | Voix         | %            | Voix        | %           |  |
| -------------- | --------------------------- | -------------- | ------------ | ------------ | ----------- | ----------- |  |
|                | Jean Bonhomme sortant réélu | UDR (URP)      | 18 218       | 39,17        | 24 132      | 50,04       |  |
|                | Louis-Jean Delmas           | PS (UGSD)      | 16 852       | 36,23        | 24 096      | 49,96       |  |
|                | Guy Catusse                 | PCF            | 5 169        | 11,11        |             |             |  |
|                | Georges-Roger Boumendil     | Rad (MR)       | 3 909        | 8,4          |             |             |  |
|                | Michel Cathala              | Divers droite  | 1 245        | 2,68         |             |             |  |
|                | Jean-Paul Nunzi             | PSU            | 1 117        | 2,4          |             |             |  |
|                |                             |                |              |              |             |             |  |
| Inscrits       | Inscrits                    | Inscrits       | 56 470       | 100,00       | 56 441      | 100,00      |  |
| Abstentions    | Abstentions                 | Abstentions    | 8 715        | 15,43        | 7 033       | 12,46       |  |
| Votants        | Votants                     | Votants        | 47 755       | 84,57        | 49 408      | 87,54       |  |
| Blancs et nuls | Blancs et nuls              | Blancs et nuls | 1 245        | 2,61         | 1 180       | 2,39        |  |
| Exprimés       | Exprimés                    | Exprimés       | 46 510       | 97,39        | 48 228      | 97,61       |  |

#### Deuxième circonscription (Castelsarrasin)
| Candidat       | Candidat                  | Parti          | Premier tour | Premier tour | Second tour | Second tour |  |
| Candidat       | Candidat                  | Parti          | Voix         | %            | Voix        | %           |  |
| -------------- | ------------------------- | -------------- | ------------ | ------------ | ----------- | ----------- |  |
|                | Pierre Mas                | CDP (URP)      | 12 750       | 26,48        | 21 992      | 45,24       |  |
|                | Antonin Ver sortant réélu | MRG (UGSD)     | 11 882       | 24,68        | 26 619      | 54,76       |  |
|                | Robert Descazeaux         | Soc.ind.       | 8 427        | 17,5         | Retrait     | Retrait     |  |
|                | Marcel Guiche             | PCF            | 8 077        | 16,77        | Retrait     | Retrait     |  |
|                | Michel Baldy              | MR             | 3 940        | 8,18         |             |             |  |
|                | Louis Laclaverie          | Divers droite  | 1 245        | 2,59         |             |             |  |
|                | Michel Dario              | PSU            | 1 072        | 2,23         |             |             |  |
|                | Jean-Pierre Durand        | LO             | 759          | 1,58         |             |             |  |
|                |                           |                |              |              |             |             |  |
| Inscrits       | Inscrits                  | Inscrits       | 60 813       | 100,00       | 60 783      | 100,00      |  |
| Abstentions    | Abstentions               | Abstentions    | 11 128       | 18,3         | 10 271      | 16,9        |  |
| Votants        | Votants                   | Votants        | 49 685       | 81,7         | 50 512      | 83,1        |  |
| Blancs et nuls | Blancs et nuls            | Blancs et nuls | 1 533        | 3,09         | 1 901       | 3,76        |  |
| Exprimés       | Exprimés                  | Exprimés       | 48 152       | 96,91        | 48 611      | 96,24       |  |